# 天主圣三广场
43°46′12.29″N 11°15′4.48″E / 43.7700806°N 11.2512444°E

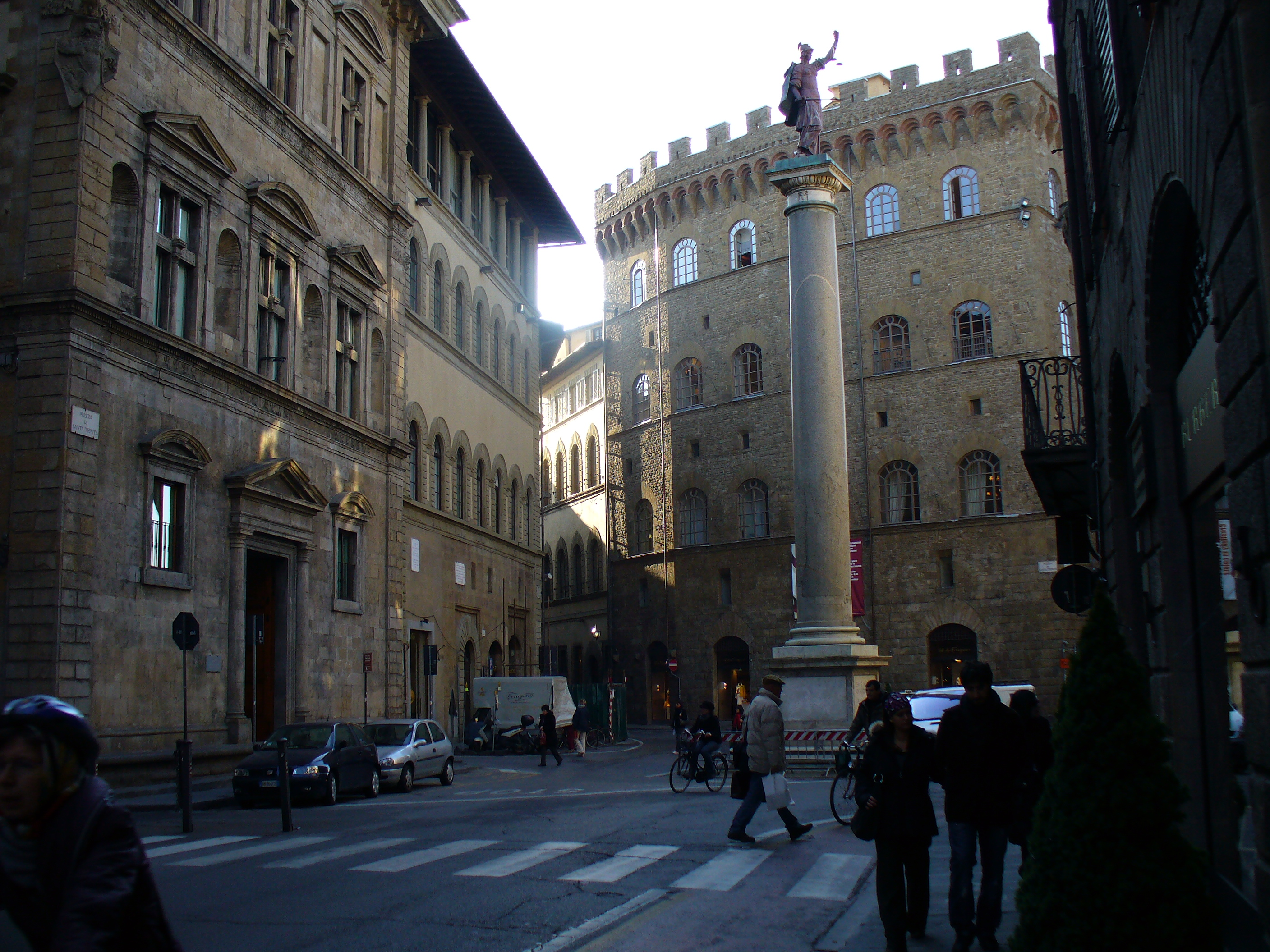
天主圣三广场

天主圣三广场（Piazza Santa Trinita）是意大利佛罗伦萨的一个三角形广场，得名于广场西侧的天主圣三圣殿。广场的中间是一个古罗马的正义柱，顶部有被“正义”雕塑。
环绕广场有若干文艺复兴建筑，以及中世纪的费罗尼-斯皮尼大宅，现在是菲拉格慕的总部，旗舰店，以及萨尔瓦托勒·菲拉格慕博物馆。